# فتيحة السعيدي
فتيحة السعيدي (بالفرنسية : Fatiha Saïdi) من مواليد 19 مارس 1961 في وهران - الجزائر , لوالدين ذي أصول مغربية مهاجرين من منطقة الريف (الحسيمة - الناظور) , و هي سياسية بلجيكية بمنطقة بروكسيل تنتمي إلى حزب ps

## توجهاتها السياسية
1. ↑   https://pace.coe.int/en/members/6641. {{استشهاد ويب}}: |url= بحاجة لعنوان (مساعدة) والوسيط |title= غير موجود أو فارغ (من ويكي بيانات) (مساعدة)
2. ↑  pace.coe.int (بالإنجليزية), QID:Q111240972